# زين العابدين فؤاد
زين العابدين فؤاد شاعر مصري اشتهر بقصائده ذات الطابع الوطني والسياسي باللهجة العامية المصرية، والتي لحن بعضًا منها وغناها الشيخ إمام عيسي مثل قصيدة «اتجمعوا العشاق في سجن القلعة»، وقصيدة «الفلاحين»، وقصيدة «أغنية للشمس»، كما لحن وغنى من أشعاره ملحنون آخرون مثل عدلي فخري.
وُلد زين العابدين فؤاد بحي شبرا في القاهرة في الثالث والعشرين من أبريل عام 1942 لعائلة تعود أصولها إلى محافظة أسوان في جنوب مصر، وكانت بداية سطوع نجمه في مجال كتابة الشعر بالعامية المصرية في ستينيات القرن العشرين، ونشرت قصائده الأولى في جريدة المساء عام 1962، ثم كتب بعد ذلك أشعارًا للأطفال منذ عام 1964، وقامت بغناء بعضًا منها الطفلة -آنذاك- صفاء أبو السعود، ثم ازدادت شهرته حين انضم إلى الحركة الطلابية عام 1968 بوازع من اهتمامه بقضايا الوطن الذي استشهد أخوه الأكبر محمد فؤاد عام 1956 مناضلًا من أجله خلال العدوان الثلاثي، وأملًا في تحسين ظروف المجتمع، وراح ينشد قصائده في أروقة الجامعة وفي الأمسيات الشعرية والأنشطة الطلابية المختلفة، وكانت كلماته تملأ نفوس الطلاب حماسًا خلال الوقفات الاحتجاجية والمواقف الطلابية من الأحداث السياسية التي كانت تجري في مصر آنذاك، مثل مظاهرات عام 1968، والانتفاضة الطلابية عام 1972 التي اعتقل خلالها في سجن الاستئناف يوم 7 فبراير 1972، وانتفاضة عام 1977 ضد الرئيس الراحل محمد أنور السادات، والتي عُرفت بانتفاضة الخبز، مما جعل نظام الرئيس الراحل محمد أنور السادات يصدر أمرًا باعتقاله، ومنعه من نشر أشعاره في مصر بسبب قصيدة له بعنوان «مين اللي يقدر ساعة يحبس مصر»، فاتجه زين بعد ذلك إلى نشرها في بيروت، وعاش متنقلًا لسنوات طويلة بين العديد من البلدان، ومنها بيروت، واليمن، وكندا، وأقام الكثير من الورش الفنية للأطفال في بلدان مثل هولندا، ومالى، والسنغال، وكوسوفو رافعًا شعار «الشعر والفن في مقاومة الظروف غير العادلة للأطفال»، فخاض تجربة العمل مع الأطفال أثناء الاجتياح الإسرائيلى للبنان عام 1982، وفي أعقاب مذبحتى قانا في جنوب لبنان عامى 2000 و2006. واستمرت مواقفه الثورية، وكلماته الرافضة حتى عاد إلى القاهرة وشهد اندلاع ثورة الخامس والعشرين من يناير عام 2011، والتي شارك فيها منذ الأيام الأولى وراحت أشعاره تتردد في أرجاء ميدان التحرير والميادين المصرية الأخرى بالمحافظات المختلفة مجددًا.
كانت له عدة تجارب مع المسرح باعتباره وسيلة لتنمية وبناء وعي المجتمع، فأسس فرقة مسرح القهوة ما بين عامي 1968 و1970، وقدم مسرحية بعنوان «شيكولاتة مولانا» عام 1993) مع نساء حى المقطم من سكان عزبة الزبالين، وأسس في 2 إبريل 2011 عقب ثورة يناير مهرجان «الفن ميدان»، وهو مشروع تطوعي يهدف لإتاحة ألوان الفنون المستقلة مجانًا للجماهير في الشوارع والميادين وتقديم عروض السينما، والمسرح، والغناء، والموسيقى، والشعر وسط الساحات.

## اعتقاله
اعتقل الشاعر زين العابدين فؤاد بتهم سياسية لعدة مرات في الفترة ما بين عامي 1972 و1977، وكانت أولها في 7 فبراير 1972 عقب مشاركته في الانتفاضة الطلابية ضد حالة اللا سلم واللا حرب التي عاشتها مصر في تلك الفترة من حكم الرئيس الراحل محمد أنور السادات، وعلى جدران السجن كتب زين العابدين فؤاد أشعاره التي ضمنها فيما بعد في ديوانه بعنوان «مين اللي يقدر ساعة يحبس مصر».
تعرض زين العابدين فؤاد بعد ذلك لتجربة السجن مرة أخرى في عام 1973 بعد أن ألقى قصيدته «الحرب لسة في أول السكة» في أمسية شعرية بالاتحاد الاشتراكي في 8 أكتوبر 1973، وكانت السيدة جيهان السادات حاضرة في الصف الأول وغضبت حين سمعت القصيدة وقالت: «لا يوجد جوع في مصر»، ومن ثم صدرت الأوامر شفهياً باعتقال الشعر ومنعه نهائيًا من نشر أشعاره في مصر.

## أعماله ومؤلفاته
أنتج زين العابدين فؤاد إلى جانب أنشطته الفنية، عددًا من المؤلفات والدواوين الشعرية، ومنها:

### دواوينه الشعرية
- وش مصر: صدر عام 1972 خلال انتفاضة الطلاب في الجامعات المصرية، ثم أعادت دار أوراق عربية للنشر والدراسات طبعه ونشره عام 2009.[6]
- الحلم في السجن (مين اللي يقدر ساعة يحبس مصر): نشر لأول مرة في بيروت عام 1978 عن دار ابن خلدون للنشر، ومنع من دخول مصر لعقود طويلة، إلى أن أعادت الهيئة المصرية العامة للكتاب طباعته ونشره في عام 2012 تحت عنوان آخر هو «مين اللى يقدر ساعة يحبس مصر»، وهو مقطع مأخوذ من إحدى القصائد بالديوان.[7][8]
- أغاني من بيروت: صدر عام 1982 عن مطبوعات التضامن بباريس.
- صفحة من كتاب النيل: صدر عام 1992 في القاهرة.
- الاختيار (أشعار للأطفال): صدر في صنعاء عام 2001.
- صباح الخير يا جدة (ديوان شعر للأطفال): صدر عام 2005 عن المجلس القومي لثقافة الطفل بالقاهرة.
- شعر الضفاف الأخرى (دراسة وترجمة لقصائد أفريقية): صدر عام 2005 عن المجلس الأعلى للثقافة ضمن المشروع القومي للترجمة.[9]
- قهوة الصبحية: صدر عام 2014 عن الهيئة المصرية العامة للكتاب بالقاهرة، ويضم ما يزيد عن 30 قصيدة من بينها قصائد: القلب والأصحاب - يرجع البلشون يطير - عديد مصرى على شهيد مصرى - الحكواتى - شمس الصبحية - حلمى سالم يرحل في الأماكن - براويز لناس في الغياب - السكن تحت الجلد - حديث خاص مع مينا دانيال - بسمة تتهجى الحياة - جوسلين - الفراشة (إلى مينا دانيال) - جرح البدن.[10][11]

### عمله الصحفي
شارك زين العابدين فؤاد في إصدار وتحرير مجلة كروان للأطفال.

### كتب جماعية
- عبد الرحمن منيف 2008: كتاب جماعي صدر عام 2009 عن المؤسسة العربية للدراسات والنشر، ويحتوي على مجموعة دراسات حول أدب عبد الرحمن منيف ومنجزه الثقافي، وشارك في كتابته زين العابدين فؤاد مع كتّاب آخرين وهم: فيصل دراج، وإيريك غوتييه، وماجدة حمود، ومحمد شاهين، وناصر صالح، وسونيا ميشار، وجبرا إبراهيم جبرا، وسعد الله ونوس، وحليم بركات، وكريم مروة، وطارق علي، ومحمود درويش، والياس خوري، ولويس ميغيل، ومحمد دكروب، وناصر الرباط، وإيغور تيموفييف، وفاروق عبد القادر، وغسان رفاعي، ومعاذ الألوسي، ومروان قصاب باشي، وصبري حافظ، وعبد الرزاق عيد، وفريال غزول، وماهر جرار، ويمنى العيد، وحسين الواد.[12]

### إصدارات أخرى
- الأطفل يرسمون حقوقهم: صدر الكتاب على ثلاثة أجزاء في اليمن ما بين عامي 1998 و2002، ورصد أهم الرسوم والأنشطة الفنية التي أنتجها الأطفال اليمنيون خلال عمله معهم.
- الحرب والعنف في عيون أطفال اليمن: صدر عام 2002 في صنعاء.
- شبام في عيون أطفالها: صدر عام 2001 في صنعاء.
- كيف تصنع مسرحية (دليل عملي لمسارح الهواة): صدر عام 1995 في القاهرة.
- الفن يذهب إلى المدرسة: صدر عام 2002 في صنعاء.
- الأطفال والحرب: صدر عام 2004 في دمشق.
- على بوابات بيروت: صدر عام 2017 ويحكي عن دور الفن في الحرب من خلال التجارب التي عاشها الشاعر في بيروت خلال الاجتياح الإسرائيلي للبنان عام 2006، وعنوان الكتاب هو اسم إحدى القصائد التي كتبها زين العابدين في بيروت في تلك الفترة.[13]
- لنا حقهم: نشر عام 2018 عن الهيئة المصرية العامة للكتاب وتضمن أشعارًا للأطفال إلى جانب مجموعة من رسوم الفنان المصري بهجت عثمان للأطفال، وطرح الكتاب في معرض القاهرة الدولي للكتاب عام 2019، ونال جائزة أفضل كتاب للأطفال خلال المعرض.[14]

## الجوائز
حصل زين العابدين فؤاد على العديد من الجوائز في مجال الشعر، ومن أهمها:
- جائزة الدولة التشجيعية للتفوق في فرع الآداب عام 2016 من المجلس الأعلى للثقافة.[15][16]
- جائزة أفضل كتاب في ضمن جوائز معرض القاهرة الدولي للكتاب عام 2019 عن كتاب «لنا حقهم».[17]